# Gajus Octavius
Gajus Octavius (ca. 100  – 59 f.Kr.) var en romersk politiker. Han var en forfader til de romerske kejsere af Det julisk-claudiske dynasti. Han var den biologiske far til kejser Augustus, stedfarfar til kejser Tiberius, oldefar til kejser Claudius og tipoldefar til kejserne Caligula og Nero. Han stammede fra Velitrae og var en efterkommer af en gammel og velhavende gren af den plebejiske slægt Octavia. Da han ikke var af senatorrang, var han en novus homo ("ny mand") i Rom. Hans bedstefar, Gajus Octavius, kæmpede som militærtribun på Sicilien under Den anden puniske krig. Hans far, Gajus Octavius, var en lokal magistrat, som levede til en høj alder.

## Personlige liv
Octavius' førstehustru hed Ancharia. De fik et barn ved navn Octavia den Ældre. Det vides ikke, hvordan ægteskabet endte, dog er det muligt, at Ancharia var død i barselssengen. Octavius giftede sig senere med niece til Julius Cæsar, Atia. Hvordan de mødtes vides ikke, dog boede Atias familie på hendes fars side (Atii Balbi) tæt på Velitrae, som var Octavia-slægtens hjem gennem generationer. De fik to børn: Octavia den Yngre (f. 69 f.Kr.) og Gajus Octavius (f. 63 f.Kr.), som blev romersk kejser som Augustus.

## Politiske karriere
På et tidspunkt tid før 73 f.Kr. havde han tjent som militærtribun. Han kan være blevet valgt til kvæstor på et tidspunkt omkring 73 f.Kr. og senere plebejisk ædil omkring 64 f.Kr. Hans første tydeligt betydningsfulde embede var prætorembedet i 61 f.Kr.
I 60 f.Kr., efter at hans periode som prætor var afsluttet, blev han udnævnt til prokonsul i Makedonien. Men inden han rejste til Makedonien, sendte senatet ham afsted for at slå et slaveoprør ned i Thurioi. Disse slaver havde tidligere deltaget i oprørene ledet af Spartacus og Catilina. Octavius' sejr over slaverne i Thurioi fik ham til at give sin søn, på det tidspunkt et par år gammel, cognomenet "Thurinus". Han rejste derefter til Makedonien og viste sig at være en dygtig administrator, der regerede "modigt og retfærdigt". Han blev hyldet som imperator for sine sejre over Bessi i Thrakien i 59 f.Kr.
Cicero holdt Octavius i stor anseelse for hans diplomatiske arbejde. Ifølge Cicero var Octavius, efter hans succesfulde tid i Makedonien, sandsynligvis i stand til at vinde den nødvendige støtte for at kunne blive valgt til konsul. På et tidspunkt i 59 f.Kr., sejlede Octavius til Rom for at stå til valg som konsul. Han ankom dog aldrig, da han var død i Nola.

## Fodnoter
1. ↑  Navnet er anført på engelsk og stammer fra Wikidata hvor navnet endnu ikke findes på dansk.
2. ↑  Navnet er anført på engelsk og stammer fra Wikidata hvor navnet endnu ikke findes på dansk.
3. ↑  Ingen af samtidens kilder anvender et cognomen (efternavn). Efternavnet Rufus hører til hans forfader, Gnaeus Octavius, kvæstor ca. 230 f.Kr. Det blev nogle gange anvendt (men oftest ignoreret) af hans efterkommere.
4. ↑  Caligula var en søn af Agrippina den Ældre, datter af Julia den Ældre, datter af Augustus, søn af Gajus Octavius (prokonsul)
5. ↑  Nero var en søn af Gnaeus Domitius Ahenobarbus (konsul 32 f.Kr.), søn af Antonia den Ældre, dautter af Octavia den Yngre, datter af Gajus Ovtavius (prokonsul)
6. ↑  Broughton 1952, s. 595. Tr. Mil. twice bef. 73, p. 482, Q. ca. 73, Aed. Pl 64?, Iud. Quaest. 63?, Pr. 61, Procos. Macedonia 60–59.
7. ↑  Broughton 1952, s. 185, citing Suet. Aug., 3.1, 7.1.
8. ↑  Broughton 1952, s. 191, citing Suet. Aug., 3.2 and Vell. Pat., 2.59.2.